# Радован Ждрале
Радован Ждрале (Баљци, Билећа, 1929) српски је прозаиста, драмски писац, есејиста и вајар.

## Биографија
Рођен је у Херцеговини, али је са четири године пресељен у Војводину. Дипломирао је на групи за југословенске књижевности Филолошког факултета у Београду.
Био је запослен као професор гимназије и Више педагошке школе у Суботици. Био је главни уредник књижевног часописа Руковет, као и директор и главни и одговорни уредник Издавачког предузећа Матице српске.
У прози се често бавио научном и другом фантастиком, затим Херцеговачким устанком и Херцеговином уопште, Логором смрти Јасеновцем и другим злочинима усташа, али и Николом Теслом, Гаврилом Принципом и другим мотивима српске културе. Написао је и књигу Здрави 100 година, о препорученом начину живота и здравој вегетаријанској исхрани.
Бави се и вајарством, најчешће у полудрагом камену. Његов вајарски опус чини око 3.000 радова који се, између осталог налазе и у Поклон-збирци Каменов свет у Музеју Херцеговине у Требињу, у поклон-збирци Фрушка гора – камен и облици, и у збирци радова у Меморијалу Никола Тесла у Електровојводини Нови Сад – ликови Николе Тесле.
Живи у Новом Саду.